# Mimi Walters (Schauspielerin)
Mimi Walters (* 21. November 1926; † 16. November 2014 in New York City, New York) war eine US-amerikanische Schauspielerin und Tänzerin.

## Leben
Walters begann schon im Kindesalter mit dem Tanz und trat 1945 in der Broadway-Produktion Follow the Girls auf. In den 1950er Jahren spielte sie in einer regionalen Theaterproduktion von Annie Get Your Gun, tourte mit dem Guy Lombardo Orchester und war in verschiedenen Fernsehwerbespots zu sehen. Von 1958 bis 1959 trat sie als Assistentin von Tom Kennedy in der Quizshow Doctor I.Q. auf. Zwischen 1958 und 1965 war sie als Schauspielerin in einigen Fernsehserien zu sehen, darunter die Bonanza-Episode Hilfe für Harry, mit Charles Bronson in der Rolle des Harry.
Nach einer letzten Fernsehrolle 1965 zog sie sich aus dem Showgeschäft zurück und arbeitete in den späten 1960er Jahren als Kundenbetreuerin. 1972 heiratete sie Spelman Prentice, einen Enkel von John D. Rockefeller; die Ehe bestand zu Prentices Tod im Jahr 2000.

## Filmografie (Auswahl)
- 1958: The Bob Cummings Show (Fernsehserie)
- 1960: The Chevy Mystery Show (Fernsehserie)
- 1962: Meine drei Söhne (My Three Sons, Fernsehserie)
- 1964: Bonanza (Fernsehserie)
- 1965: Katy (Fernsehserie)

## Broadway
- 1945: Follow the Girls